# ジャンヌ・モロー
ジャンヌ・モロー（仏: Jeanne Moreau、1928年1月23日 - 2017年7月31日）は、フランスの女優、脚本家、映画監督、歌手。フランスを代表する女優として知られ、映画界への多大な貢献を評価されて、フランス内外から名誉賞等を授与されている。

## 経歴
パリ生まれ。父はフランス人のレストラン経営者、母はイギリス人(イングランド・ランカシャー州出身)のキャバレー・ダンサーで、母の影響を受けて育つ。パリのフランス国立演劇学校 (コンセルヴァトワール)で演技を学び、1947年に舞台デビュー。劇団コメディ・フランセーズで頭角を現す。映画にも出演し始め、ルイ・マルの『死刑台のエレベーター』やフランソワ・トリュフォーの『突然炎のごとく』など、ヌーヴェルヴァーグの監督達の作品で国際的な名声を得る。
ミケランジェロ・アントニオーニ『夜』、ジョゼフ・ロージー『エヴァの匂い』、オーソン・ウェルズ『審判』、ルイス・ブニュエル『小間使いの日記』など、著名な映画監督と組み、ウェルズはモローを「世界で最も偉大な女優」と評した。
マルグリット・デュラス原作の『雨のしのび逢い』でカンヌ国際映画祭主演女優賞を受賞。同じくデュラス原作の『マドモアゼル』では主演を、『愛人/ラマン』ではナレーションを務めている。『デュラス 愛の最終章』では生前親交があったデュラス本人を演じた。
映画界への多大な貢献を評価され、フランス内外から名誉賞等を授与されている。国内では1995年と2008年にセザール賞の名誉賞、2003年にカンヌ国際映画祭のパルム・ドール名誉賞、国外では1992年にヴェネツィア国際映画祭の栄誉金獅子賞、1997年にヨーロッパ映画賞の生涯貢献賞、2000年にベルリン国際映画祭の金熊名誉賞を贈られた。また2007年には芸術文化勲章のコマンドゥールを受けている。
1949年に俳優のジャン＝ルイ・リシャールと結婚し、一男ジェロームをもうけるも後に離婚。1977年に映画監督のウィリアム・フリードキンと再婚したが、1979年に離婚している。
2017年7月31日午前、パリ8区フォーブール・サントノレ通りの自宅アパルトマンで倒れた状態で亡くなっているのを家政婦が発見した。その後、代理人とパリ8区長によって死去が発表された。調査結果によれば老衰。89歳没。同日、エマニュエル・マクロン大統領は声明を出し、「映画を体現した」モローに敬意を表した。同大統領は「映画、舞台界の伝説的女優だったジャンヌ・モローは真の自由と共に人生を疾走したアーティスト(芸術家)であった」と、悼んだ。

## エピソードなど
- 交際する男性の条件を記者から「お金ですか？経歴ですか」と問われた際に「そんなものはいらない。すべて私が持っています。殿方はただ美しくあってくれれば、それでいいです」と返答し、モローを敬愛している美輪明宏も著書で、カッコ良い女の名言として紹介した[9]。

- 1985年の第1回東京国際映画祭にハリソン・フォードやジェームズ・ステュアート、ソフィー・マルソーらと共にゲストして参加しており、その模様はタモリと明石家さんまによる司会でテレビ放送された[10]。

## ギャラリー

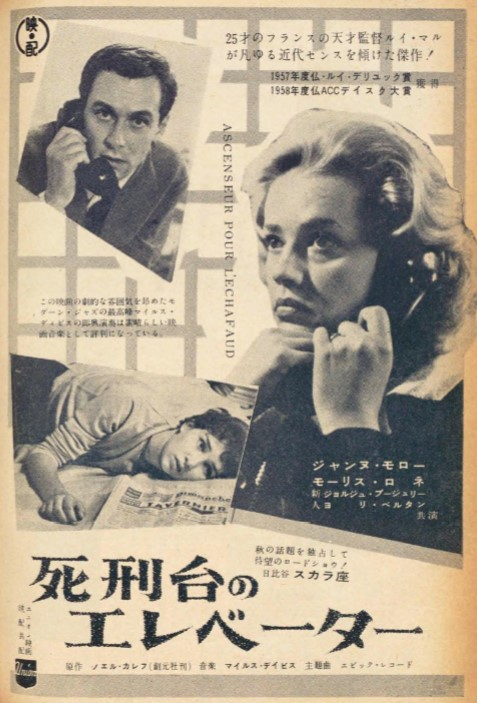
『死刑台のエレベーター』（1958年）
『恋人たち』（1958年）
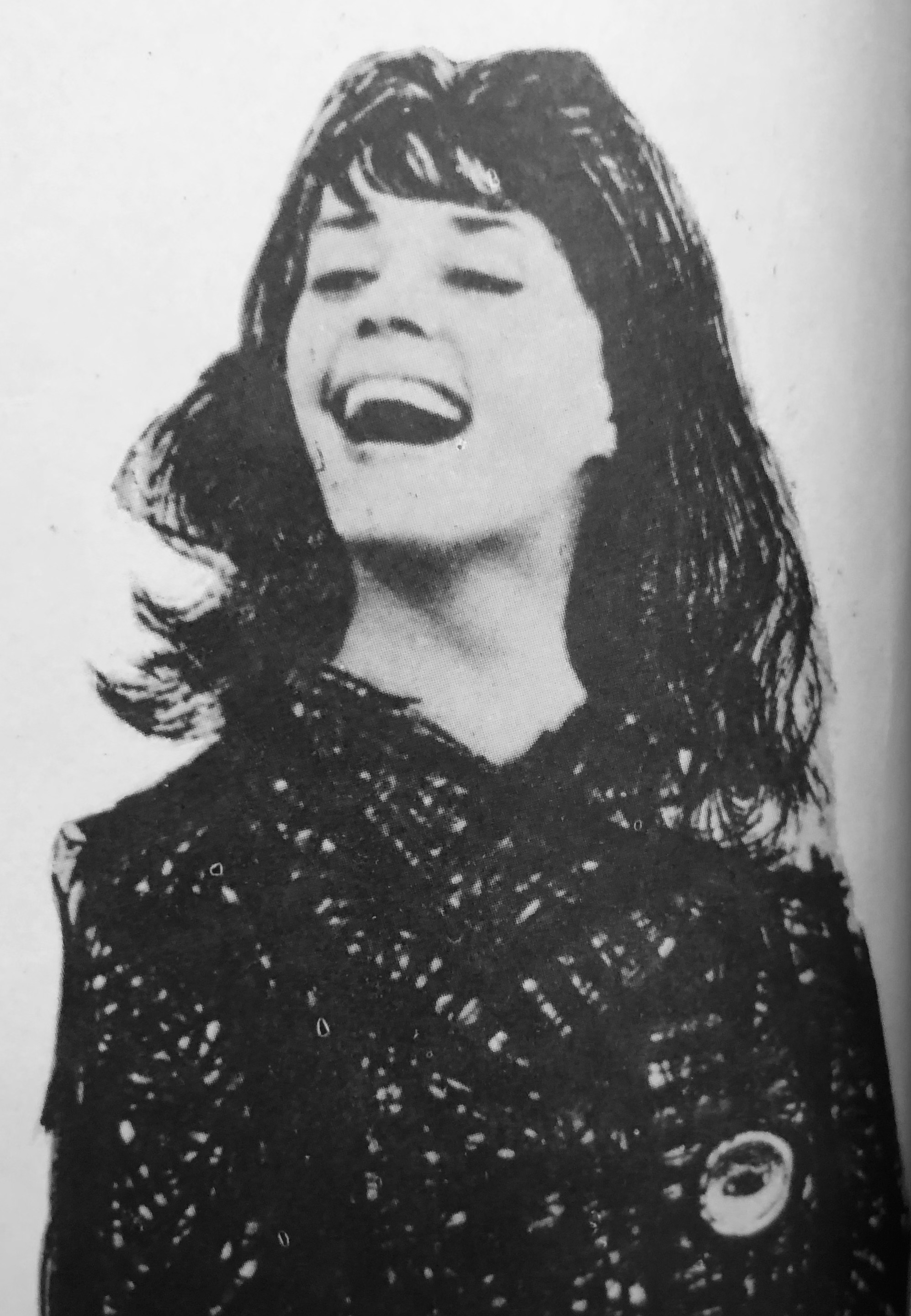
『突然炎のごとく』（1962年）
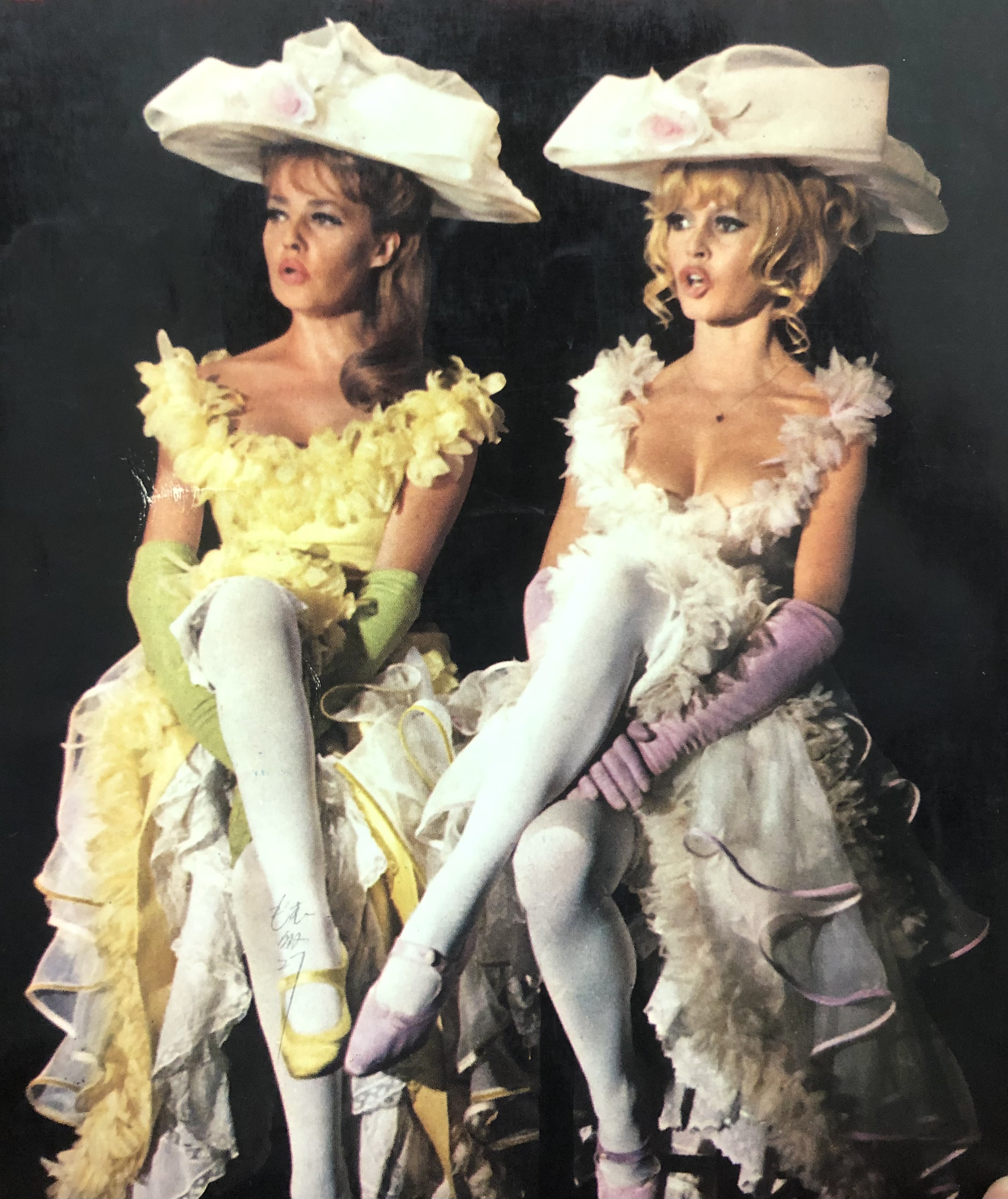
『ビバ!マリア』（1965年）
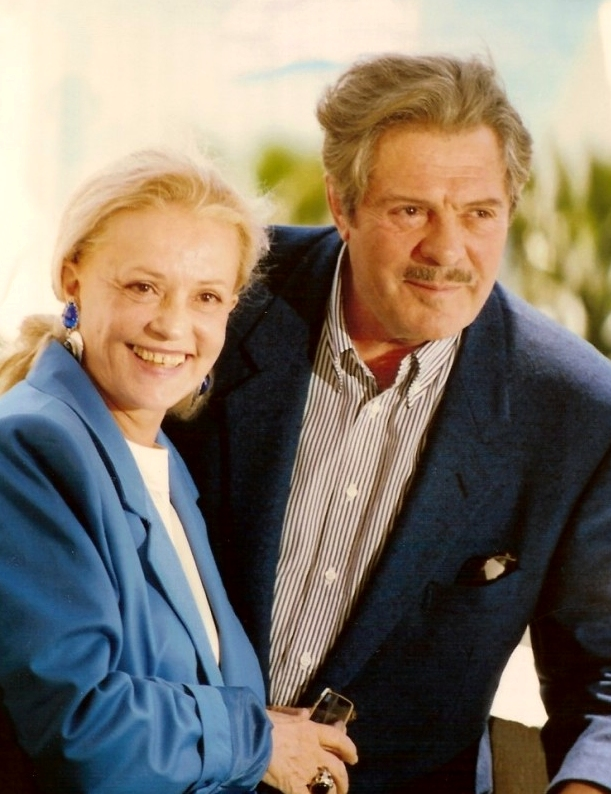
第44回カンヌ国際映画祭にて、マルチェロ・マストロヤンニと（1991年）
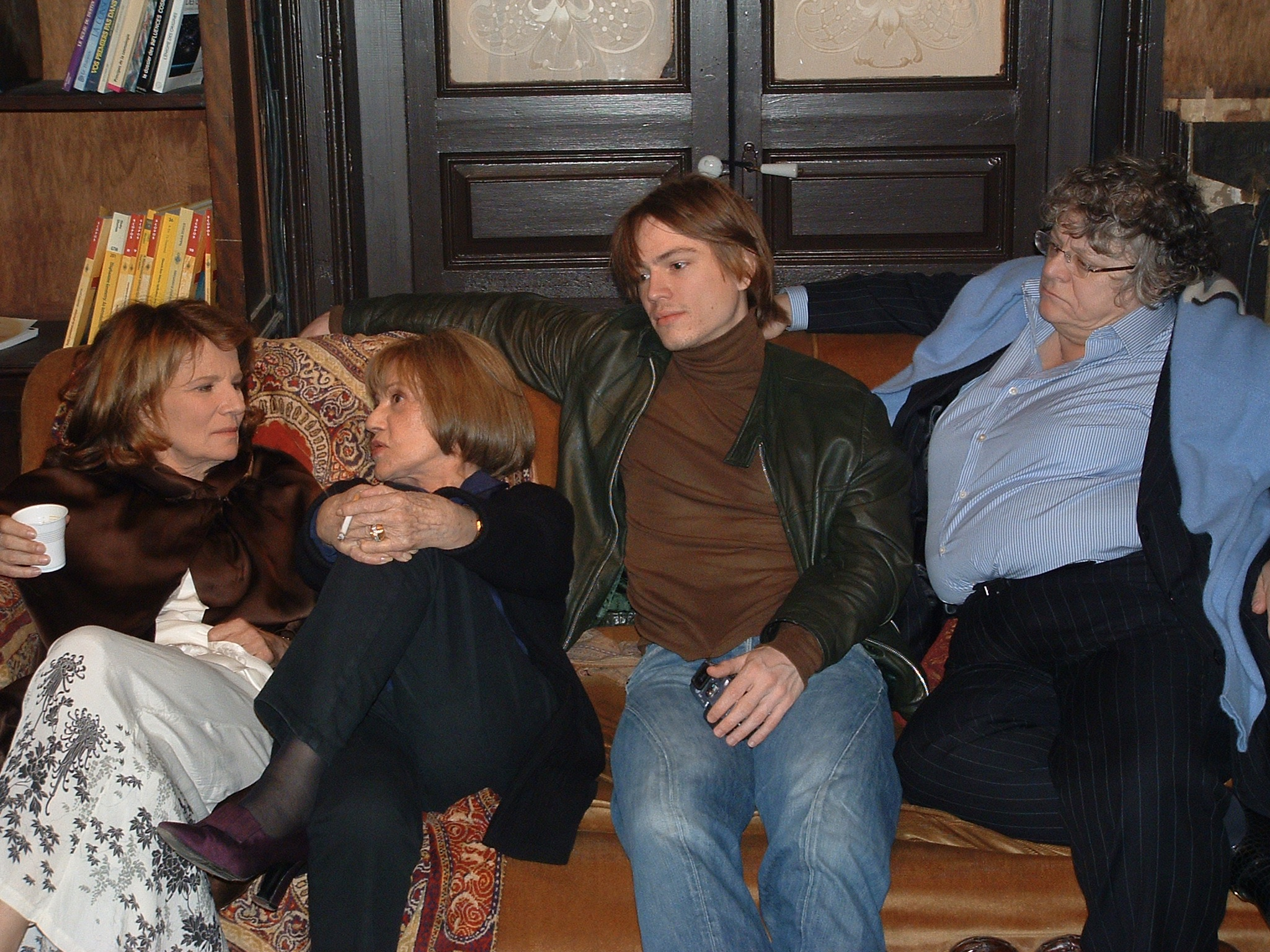
テレビ映画『ホット・ハウス』の撮影中。ニコール・ガルシア、シリル・トゥブナンらと（2003年）
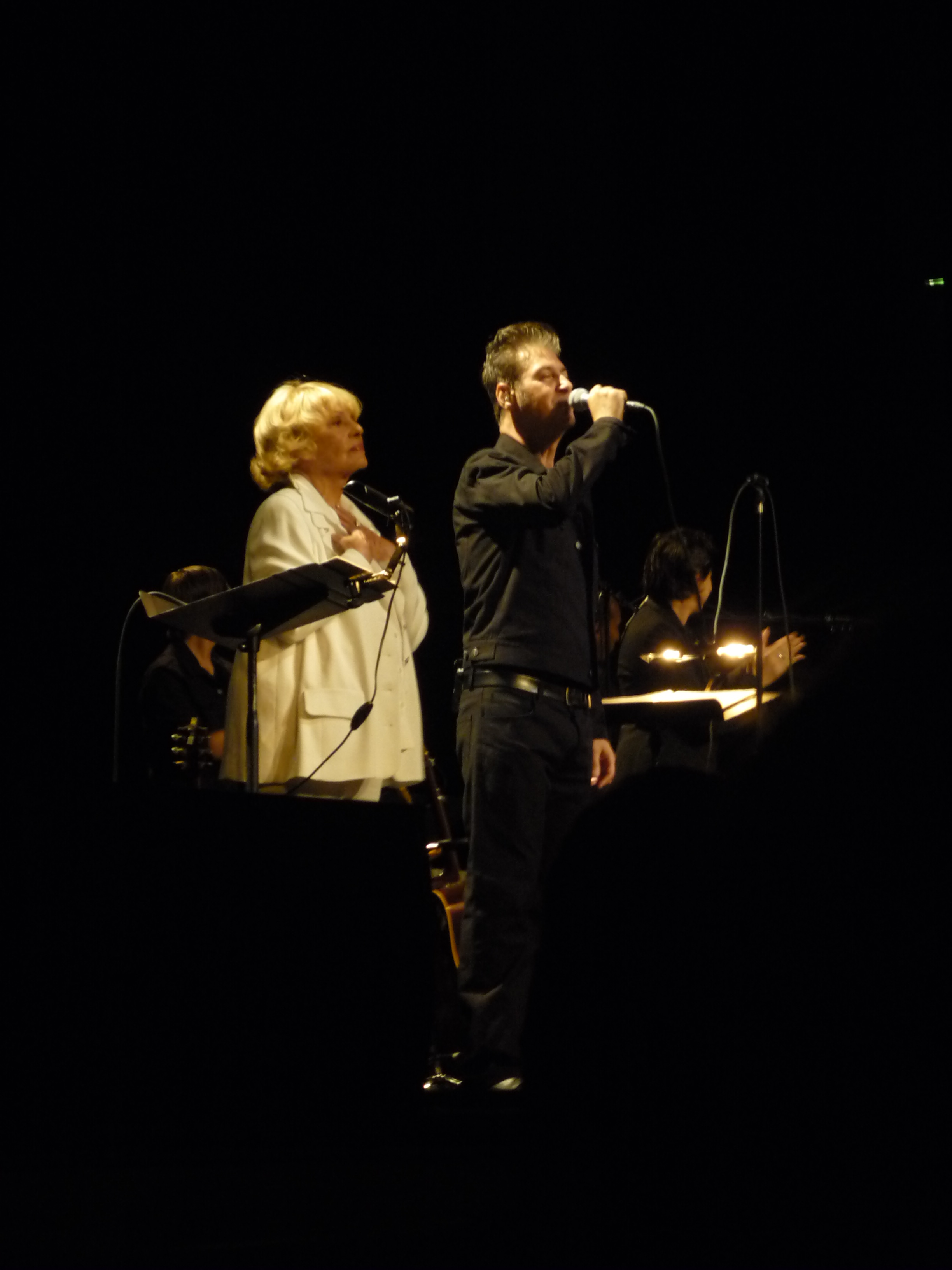
エティエンヌ・ダオとのコンサート。サル・プレイエルにて（2008年）
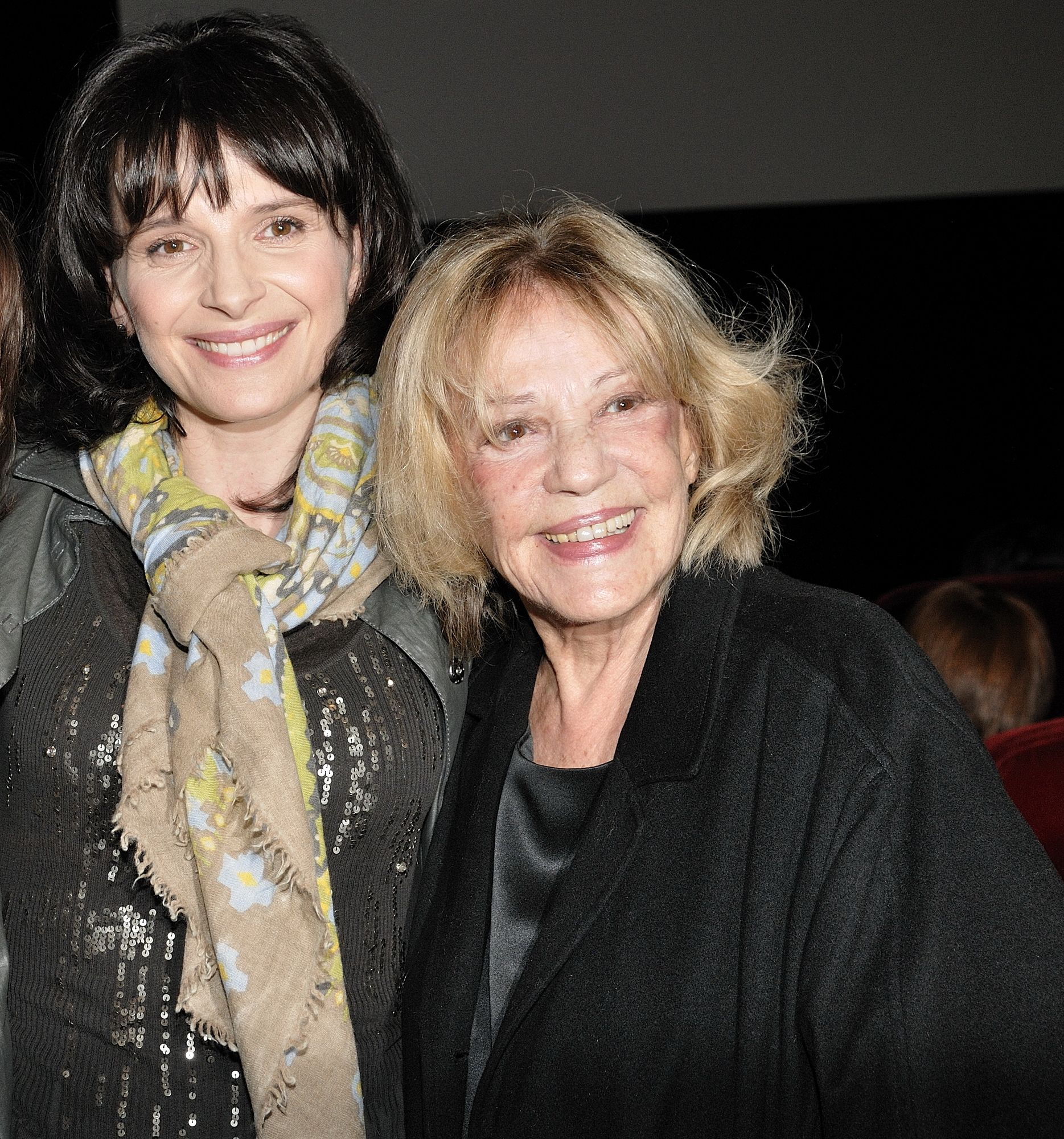
ジュリエット・ビノシュ（左）と（2009年）

## 主な出演作品
| 公開年 | 邦題 原題                                                          | 役名                     | 備考                                                           |
| ------ | ------------------------------------------------------------------ | ------------------------ | -------------------------------------------------------------- |
| 1950   | オーケストラ Pigalle-Saint-Germain-des-Prés                        |                          |                                                                |
| 1952   | 今は真夜中ですシュバイツァー博士 Il est minuit, docteur Schweitzer | マリー・ウィンター       |                                                                |
| 1953   | 上級生の寝室 Dortoir des grandes                                   | ジュリー                 |                                                                |
| 1953   | 巴里の気まぐれ娘 Julietta                                          | ロジー                   |                                                                |
| 1954   | 現金に手を出すな Touchez pas au grisbi                             | ジョジィ                 |                                                                |
| 1954   | バルテルミーの大虐殺 La Reine Margot                               | 王妃マルゴ               |                                                                |
| 1954   | 寝台の秘密 Secrets d'alcôve                                        | ジャンヌ                 |                                                                |
| 1955   | 狩込み M'sieur la Caille                                           | フェルナンデ             |                                                                |
| 1955   | 地獄の高速道路 Gas-oil                                             | アリス                   |                                                                |
| 1957   | 恐怖の三日間 Trois jours à vivre                                   | ジャクリーン             |                                                                |
| 1958   | 死刑台のエレベーター Ascenseur pour l'échafaud                     | フロランス・カララ       | 2010年に吉瀬美智子と阿部寛の主演で日本映画としてリメイクされた |
| 1958   | 絶体絶命 Le dos au mur                                             | グロリア                 |                                                                |
| 1958   | 恋人たち Les amants                                                | ジャンヌ                 |                                                                |
| 1959   | 危険な関係 Les Liaisons dangereuses                                | ジュリエット・ヴァルモン |                                                                |
| 1960   | 五人の札つき娘 5 Branded Women                                     |                          |                                                                |
| 1960   | 雨のしのび逢い Moderato cantabile                                  | アンヌ・デバレード       | 第13回カンヌ国際映画祭 女優賞 受賞                             |
| 1961   | 夜 La Notte                                                        | リディア                 |                                                                |
| 1961   | 女は女である Une femme est une femme                               | バーの女                 | クレジットなし                                                 |
| 1962   | 突然炎のごとく Jules et Jim                                        | カトリーヌ               |                                                                |
| 1962   | エヴァの匂い Eva                                                   | エヴァ                   |                                                                |
| 1962   | 審判 Le procès                                                     | マリカ                   |                                                                |
| 1963   | 天使の入江 La Baie des Anges                                       | ジャッキー               |                                                                |
| 1963   | バナナの皮 Peau de banane                                          | キャシー                 |                                                                |
| 1963   | 鬼火 Le feu follet                                                 | エヴァ                   |                                                                |
| 1963   | 勝利者 The Victors                                                 | フランスの女             |                                                                |
| 1964   | 小間使の日記 Le Journal d'une femme de chambre                     | セレスティーヌ           |                                                                |
| 1964   | 大列車作戦 The Train                                               | クリスティーヌ           |                                                                |
| 1964   | マタ・ハリ Mata-Hari                                               | マタ・ハリ               |                                                                |
| 1964   | 黄色いロールス・ロイス The Yellow Rolls-Royce                      | エロイーズ・フリントン   |                                                                |
| 1965   | ビバ!マリア Viva Maria!                                            | マリア                   | 第20回英国アカデミー賞 主演女優賞 受賞                         |
| 1965   | オーソン・ウェルズのフォルスタッフ Campanadas a medianoche         | Doll Tearsheet           |                                                                |
| 1966   | マドモアゼル Mademoiselle                                          | マドモアゼル             |                                                                |
| 1967   | 愛すべき女・女たち Le Plus vieux métier du monde                   | ミミ                     |                                                                |
| 1967   | ジブラルタルの追想 The Sailor from Gibraltar                       | アナ                     |                                                                |
| 1968   | 黒衣の花嫁 La Mariée était en noir                                 | ジュリー                 |                                                                |
| 1968   | キャサリン大帝 Great Catherine                                     |                          |                                                                |
| 1970   | モンテ・ウォルシュ Monte Walsh                                     | マルティーヌ             |                                                                |
| 1972   | 親愛なるルイーズ Chère Louise                                      | ルイーズ                 |                                                                |
| 1974   | バルスーズ Les Valseuses                                           | ジャンヌ                 |                                                                |
| 1974   | 個人生活 La Race des 'seigneurs                                    |                          |                                                                |
| 1976   | パリの灯は遠く Monsieur Klein                                      | フロランス               |                                                                |
| 1976   | ラスト・タイクーン The Last Tycoon                                 | ディディ                 |                                                                |
| 1976   | リュミエール Lumière                                               | サラ                     | 監督・脚本                                                     |
| 1979   | ジャンヌ・モローの思春期 L'adolescente                             |                          | 監督・脚本                                                     |
| 1981   | スキャンダラス・ラブ Your Ticket Is No Longer Valid                | リリー・マルレーン       |                                                                |
| 1982   | ケレル Querelle                                                    | リジアヌ                 |                                                                |
| 1982   | 鱒 La Truite                                                       | ルー・ランベール         | 大阪ヨーロッパ映画祭で上映。日本が舞台。山形勲らと共演         |
| 1983   | リリアン・ギッシュの肖像 Lillian Gish                              |                          | ドキュメンタリー 監督/出演/製作                                |
| 1990   | ニキータ Nikita                                                    | アマンド                 |                                                                |
| 1990   | 厚化粧の女 La femme fardée                                         |                          |                                                                |
| 1991   | 海を渡るジャンヌ La vieille qui marchait dans la mer               | レディ・M                | 第17回セザール賞 主演女優賞 受賞                               |
| 1991   | 夢の涯てまでも Bis ans Ende der Welt                               | エディス                 | 笠智衆や竹中直人らと共演                                       |
| 1991   | こうのとり、たちずさんで To meteoro vima tou pelargou              | 女                       |                                                                |
| 1992   | 心の地図 Map of the Human Heart                                    | シスター・バンヴィーユ   |                                                                |
| 1993   | ノルマンディーの黄昏 Screen One: The Clothes in the Wardrobe       | アンジェリーク           | テレビシリーズ                                                 |
| 1995   | 百一夜 Les Cent et une nuits de Simon Cinéma                       |                          |                                                                |
| 1996   | 女帝キャサリン Catherine the Great                                 |                          | テレビ映画                                                     |
| 1996   | プラトニック・ゲーム I Love You, I Love You Not                    | ナナ                     |                                                                |
| 1997   | 奥サマは魔女 Un amour de sorcière                                  |                          |                                                                |
| 1998   | エバー・アフター Ever After                                        | 貴婦人                   |                                                                |
| 2000   | レ・ミゼラブル Les misérables                                      | イノサント修道院長       | テレビ・ミニシリーズ                                           |
| 2001   | 銀幕のメモワール Lisa                                              | リザ                     |                                                                |
| 2001   | デュラス 愛の最終章 Cet Amour-là                                   | マルグリット・デュラス   |                                                                |
| 2003   | ラブ・アクチュアリー Love Actually                                 |                          | クレジットなし                                                 |
| 2005   | ぼくを葬る Le Temps qui reste                                      | ローラ                   |                                                                |
| 2007   | 撤退 Disengagement                                                 | フランソワ               |                                                                |
| 2008   | いつか分かるだろう One Day You'll Understand                       | Rivka                    |                                                                |
| 2009   | ヴィザージュ Visage                                                | ジャンヌ                 |                                                                |
| 2009   | カルメル Carmel                                                    |                          | ナレーション                                                   |
| 2012   | クロワッサンで朝食を Une Estonienne à Paris                        | フリーダ                 |                                                                |
| 2012   | 家族の灯り Gebo et l'ombre                                         |                          |                                                                |

## ディスコグラフィー

### シングル
- 1953 : L'amour s'en vient, l'amour s'en va（愛が来たり去る）
- 1962 : Le tourbillon de la vie（つむじ風）※『突然炎のごとく』挿入歌
- 1963 : J'ai la mémoire qui flanche（途切れる想い出）
- 1963 : Embrasse-moi（キスして）
- 1964 : La vie s'envole（魂は飛んでいく）
- 1965 : L'horloger（時計師）
- 1966 : Ah ! Les petites femmes de Paris（ああ、パリの小さい女性）
- 1967 : Tout morose（真っ暗闇）
- 1968 : Aimer（好きになる）
- 1969 : Je monte sur les planches（わたしは舞台に上がる）
- 1970 : La célébrité, la publicité（名声）
- 1970 : Quelle histoire（なんてこと）
- 1971 : Les petits ruisseaux（ちいさな嵐）
- 1972 : Absences répétées（度重なる不在）
- 1973 : La ballade de l'humeur vagabonde（放浪者のバラード）
- 1974 : Le jardin qui bascule（揺らめく庭）
- 1975 : India Song（インディア・ソング）
- 1979 : L'adolescente（十代）
- 1980 : Parlez-moi d'moi（わたしについて教えてください）
- 1982 : Each man kills the thing he love（人は愛する者を殺す）
- 1987 : L'amour peut sauver le monde（愛は世界を救う）
- 1988 : Aimer（好きになる）

### アルバム
- 1963 : Chante 12 chansons de Cyrus Bassiak ※日本盤タイトル『ジャンヌの新しい詩の世界』
- 1966 : Chante 12 nouvelles chansons de Cyrus Bassiak
- 1967 : Les Chansons de Clarisse
- 1969 : Jeanne chante Jeanne ※日本盤タイトル『ジャンヌ・シャント・ジャンヌ』
- 1981 : Chante Norge
- 1995 : プーランク、サティ作品集（ピアノ：ジャン＝マルク・ルイサダ）※モローは『ぞうのババール』の朗読を担当。
- 2010 : Le Condamné à mort ※ジャン・ジュネの詩「死刑囚」に曲をつけたもの。エティエンヌ・ダオとの共演。

## 日本のテレビ番組出演
- スター千一夜（フジテレビ） - 1963年12月2日
- いのちの響（TBS） - 2002年

## 関連文献
- Site non officiel consacré à la carrière de Jeanne Moreau
- Classic Movies (1939-1969) : Jeanne Moreau
- Radioscopie de Jeanne Moreau Ina Archives Télé